# Hell in a Handbasket
Hell in a Handbasket è il dodicesimo album in studio del musicista hard rock statunitense Meat Loaf, pubblicato nel 2011.

## Tracce
Versione Europa/Nord America
1. All of Me – 5:17
2. The Giving Tree – 4:54
3. Live or Die – 4:27
4. Blue Sky/Mad Mad World/The Good God Is a Woman and She Don't Like Ugly (con Chuck D) – 4:58
5. California Dreamin' (con Patti Russo) – 4:05
6. Party of One – 3:59
7. Another Day – 5:03
8. 40 Days – 5:23
9. Our Love and Our Souls (con Patti Russo) – 4:00
10. Stand in the Storm (con Lil Jon, Trace Adkins & Mark McGrath) – 4:42
11. Blue Sky – 2:57
12. Fall from Grace – 3:46